# Lorraine-Dietrich Type DI
Der Lorraine-Dietrich Type DI ist eine Baureihe von Pkw-Modellen der 1900er Jahre. Dazu gehören Type CDI und Type TDI. Hersteller war Lorraine-Dietrich in Frankreich.

## Beschreibung
Die Baureihe stand nur 1906 im Sortiment. Vorausgegangen war der De Dietrich Type CI des Vorgängerunternehmens Société de Dietrich et Cie de Lunéville. 1907 folgte der Type EI.
Der Motor entstand nach einer Lizenz von Turcat-Méry. Er ist ein Vierzylinder-Reihenmotor. Er ist als L-Kopf-Motor mit SV-Ventilsteuerung ausgeführt. Jeweils zwei Zylinder sind paarweise zusammengegossen. 104 mm Bohrung und 120 mm Hub ergeben 4077 cm³ Hubraum. Der Motor war damals in Frankreich steuerlich mit 16 CV eingestuft.
Der Motor ist vorn längs im Fahrgestell eingebaut. Er treibt über ein Vierganggetriebe und Ketten die Hinterräder an. Die Bremse wirkt zeittypisch nur auf die Hinterachse.
Type CDI hat einen kürzeren Radstand und Type TDI einen längeren Radstand.
Eine Limousine existiert noch.